# Kevin Riepl
Kevin Riepl est un compositeur américain de musiques de jeux vidéo, de films et de séries tv, né à Cliffwood Beach, New Jersey, (États-Unis).

## Œuvre

### Jeux vidéo
- 2002 : Unreal Championship
- 2006 : Gears of War
- 2008 : Gears of War 2
- 2010 : Crackdown 2

### Filmographie
- 2005 : L'École fantastique Sky High
- 2012 : Silent Night
- 2013 : Contracted
- 2014 : Cabin Fever: Patient Zero
- 2015 : Batman Unlimited : Monstrueuse pagaille
- 2016 : Cabin Fever (film, 2016)
- 2016 : Batman Unlimited : Machines contre Mutants
- 2019 : Batman vs. Teenage Mutant Ninja Turtles
- 2020 : Superman : L'Homme de demain (Superman: Man of Tomorrow)

### Séries TV et séries d'animation
- 2004 : Brandy et M. Moustache
- 2005 : Johnny Test
- 2006 : Six Degrees
- 2016 : La Ligue des justiciers : Action (Justice League Action)
- 2018 : Constantine: City of Demons